# Polyporus umbellatus
Polyporus umbellatus là một loài nấm hiếm, không ăn được mọc trên cây beech hoặc cây sồi.

## Mô tả

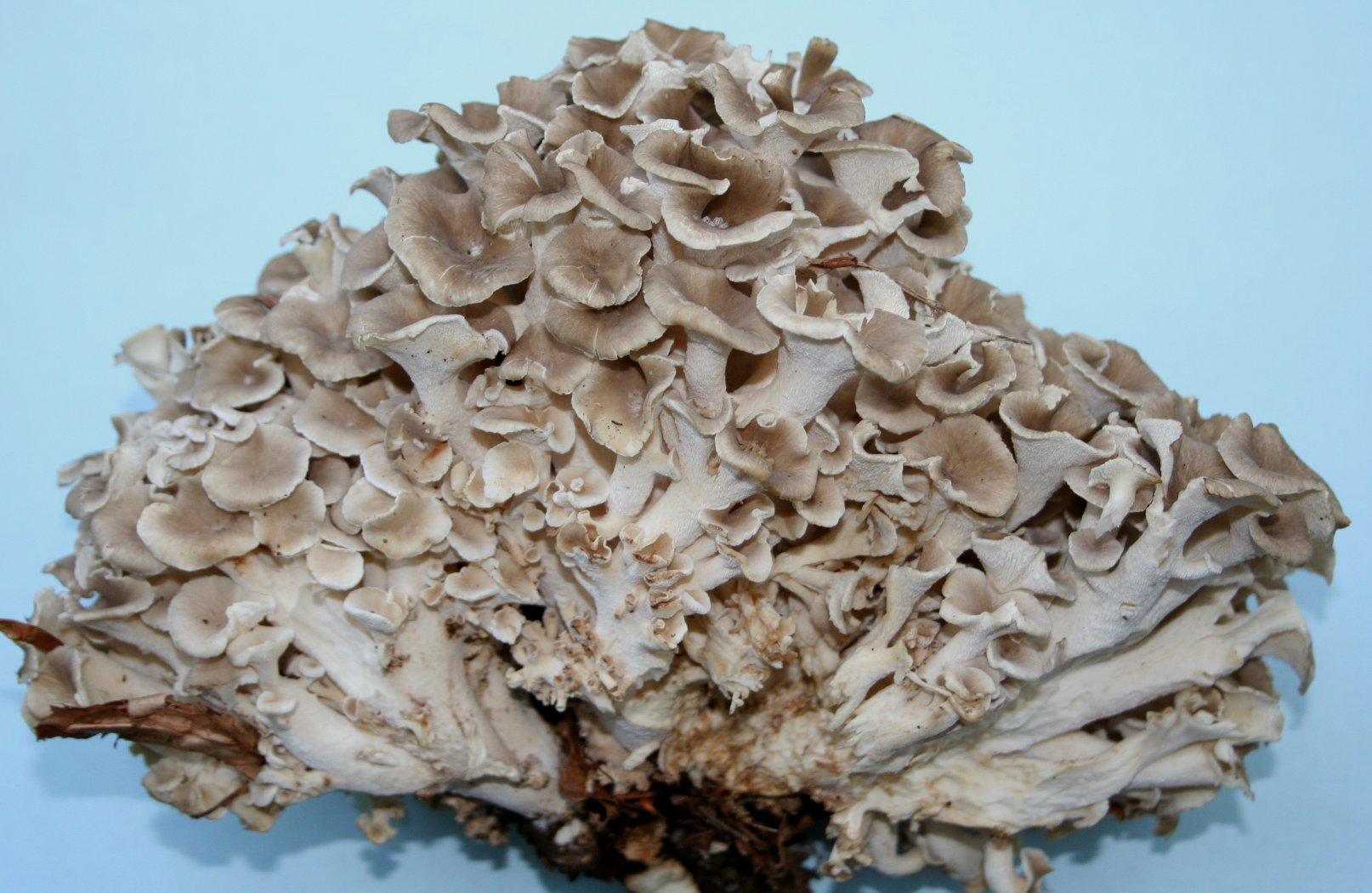
Polyporus umbellatus

Quả thể gồm nhiều (đôi khi hàng trăm) tai nấm. Đường kính 1–4 cm, hình rốn sâu, nâu sáng. Đường kính tổ hợp nấm có thể lên đến 40 cm.

## Hợp chất hoạt hóa sinh học
Polyporus umbellatus có chứa các hợp chất có tính chất mô phỏng miễn dịch, chống ung thư, kháng viêm và bảo vệ gan.